# 峇都丁宜
峇都丁宜，是马来西亚槟城州东北县乔治市的市郊，位于乔治市市中心11公里外的槟岛北岸，也是乔治市著名的海滩景点。为了应付旅客人潮，峇都丁宜附近4公里的海滩兴建了许多高楼酒店如槟城硬石酒店和假日酒店。
峇都丁宜海滩旁的海滩旅舍提供进行帆伞运动，天气良好时还可看见安达曼海和吉打的日莱峰。峇都丁宜也设有夜市，售卖街头小吃。

早在1592年峇都丁宜就有人类活动的痕迹，英国人詹姆斯·兰开斯特曾乘船至此进行探索。然而，在此之后峇都丁宜只是寂静无名小渔村，直至1970年代开始迎来城市化。也因位于槟岛北岸，峇都丁宜曾受2004年印度洋大地震袭击。

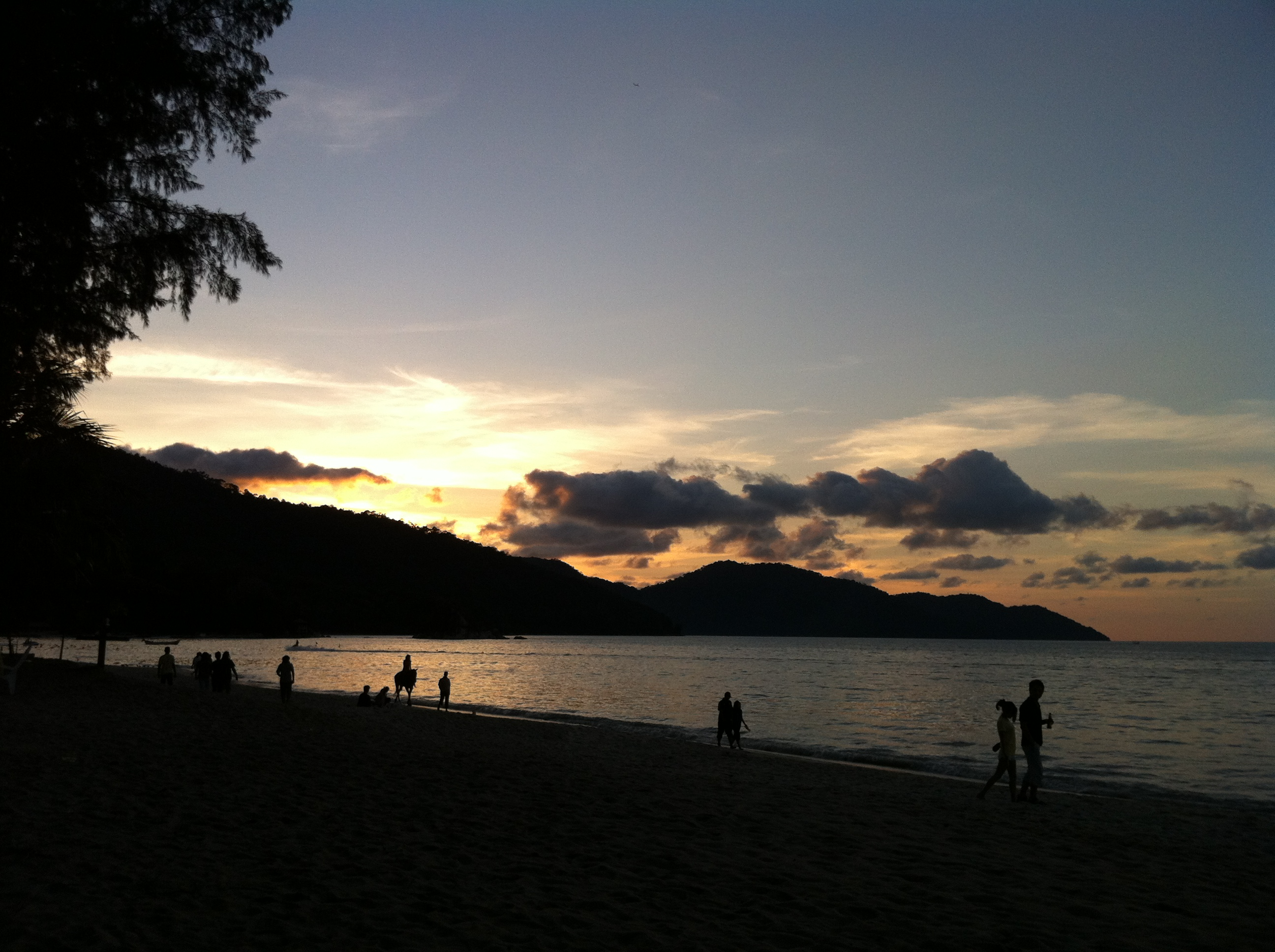
Sunset at Batu Ferringhi

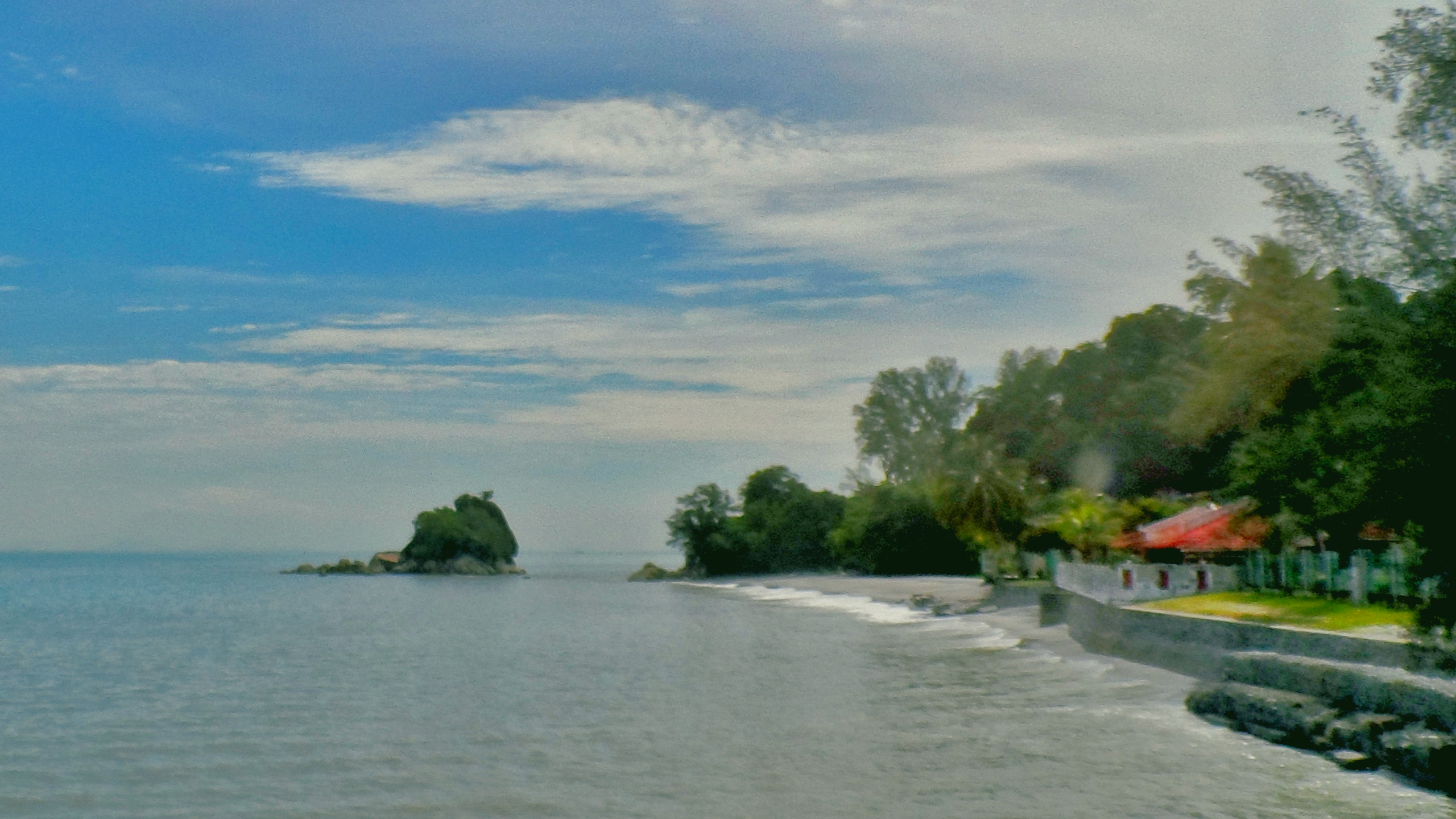
峇都丁宜的恋人岛礁。

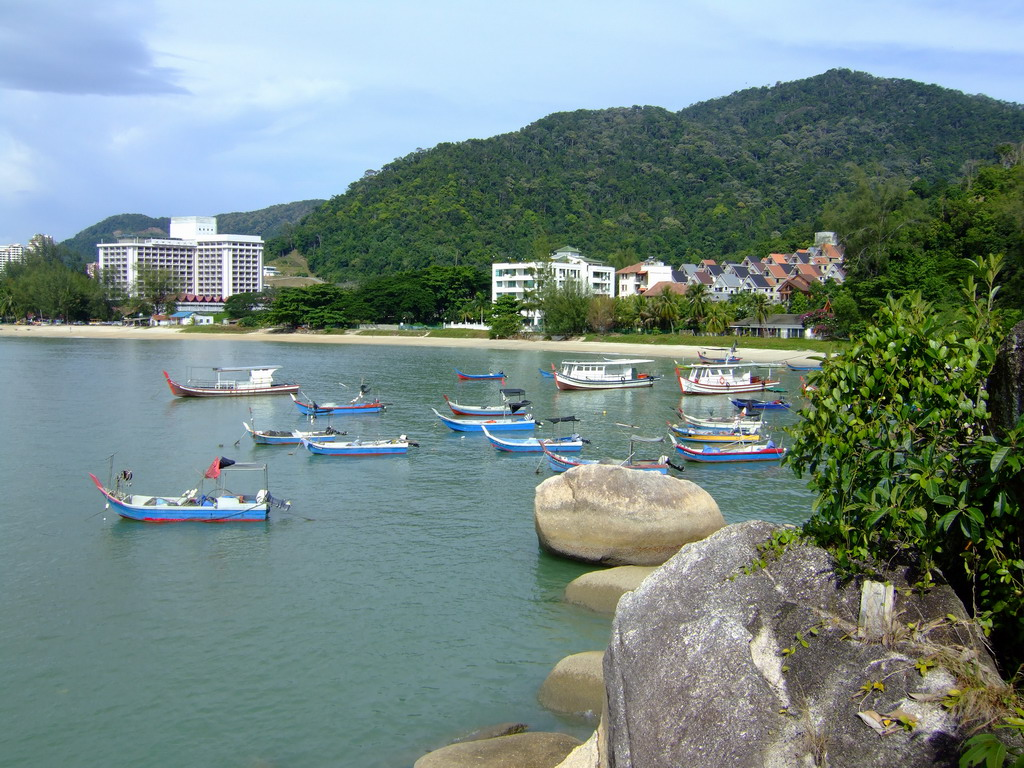
峇都丁宜海滩和一些石头。

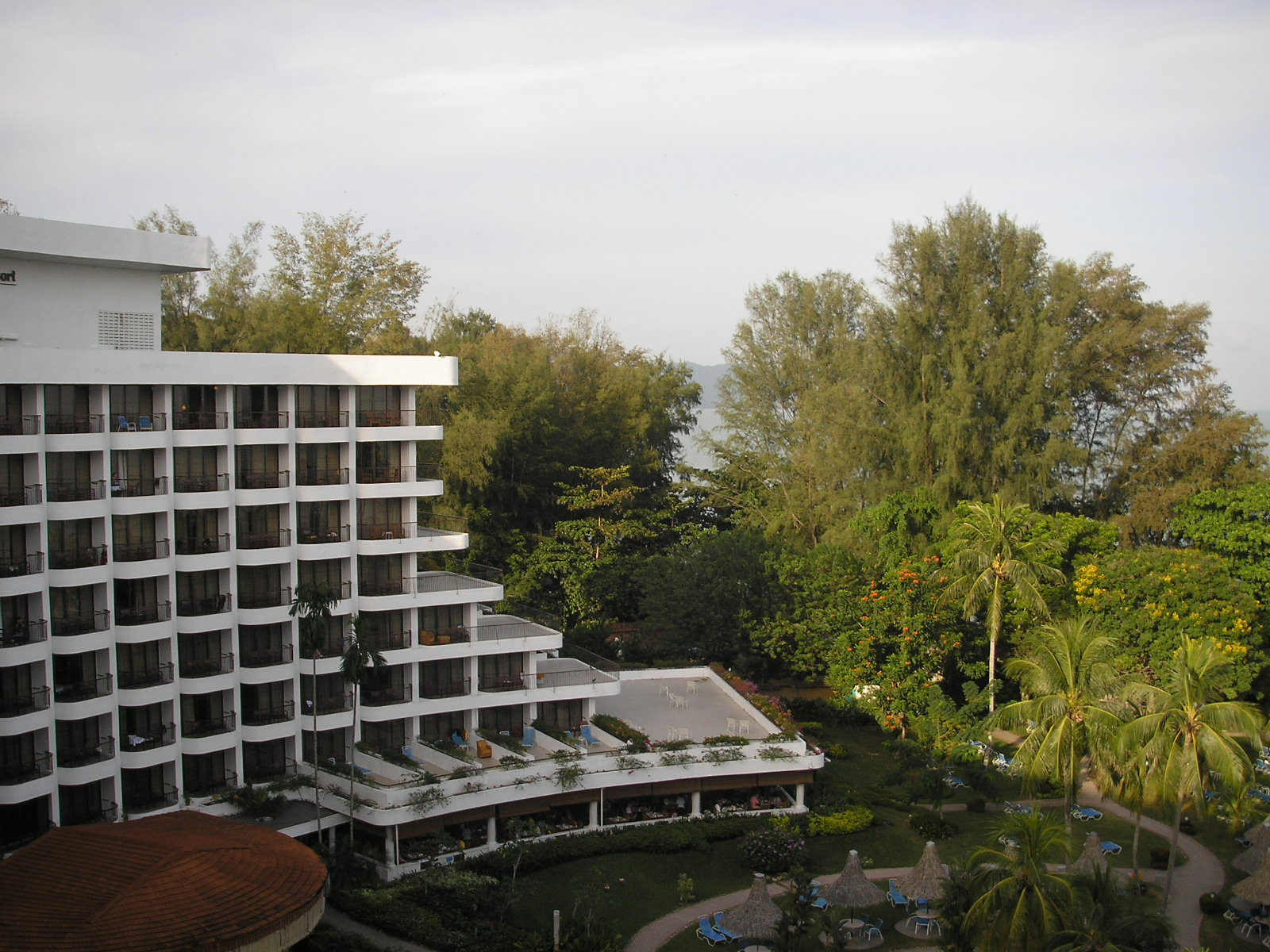
峇都丁宜金沙旅社。

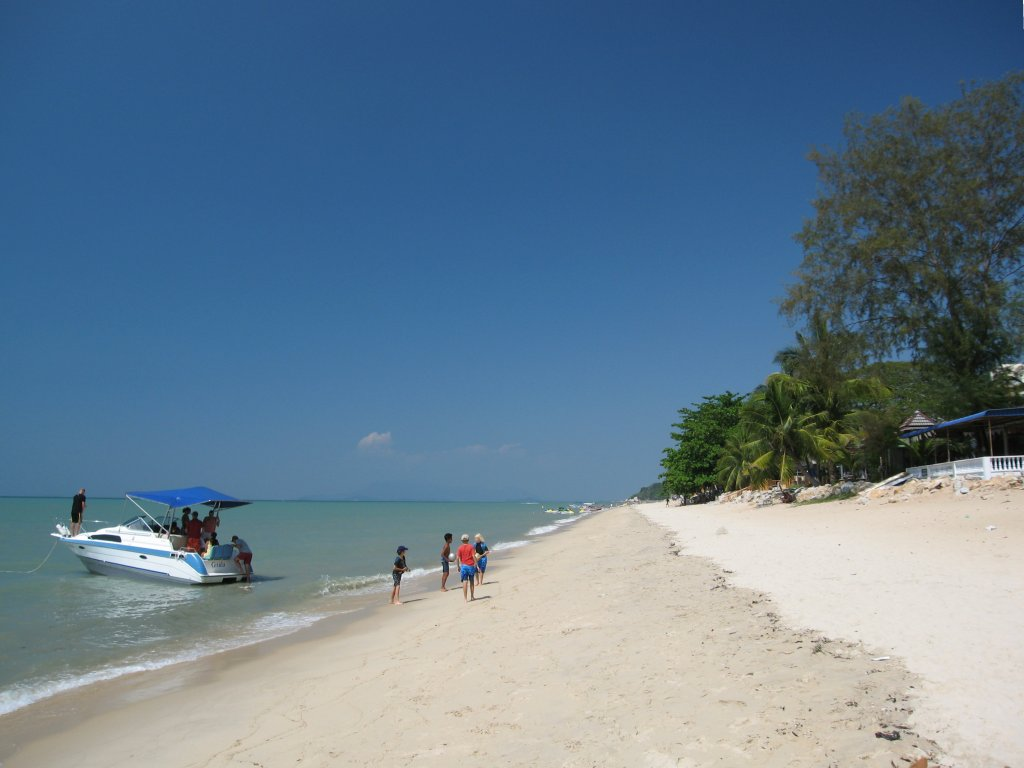
峇都丁宜的沙滩。

华人以福建裔居多, 當地主要通用槟城福建话（闽南语）。